# Albany, New York
Albany je glavno mesto ameriške zvezne države New York v Združenih državah Amerike. Leži 216 km severno od New Yorka na zahodnem bregu reke Hudson. Po popisu prebivalstva leta 2020 je imelo mesto 99.224 prebivalcev, kar ga uvršča kot šesto največje mesto v New Yorku. Mesto je poznano po svoji zgodovini, kulturi, ekonomiji, arhitekturi in višješolskih ustanovah. Predstavlja tudi ekonomski in kulturni center Capital Districta.
Območje reke Hudson je bilo sprva poseljeno z Mohikanci, ki so območje poimenovali Pempotowwuthut-Muhhcanneuw. Strogo območje Albanyja so poselili neizozemski kolonialisti leta 1614 in na tem mestu za trgovanje s krznom ustanovili trdnjavo Nassau, kasneje pa še trdnjavo Orange. Kasneje, leta 1664 so območje zasedli Angleži in naselbino preimenovali v Albany. Ta je ime dobil po grofu Albanyskemu, kasnejšemu kralju Jakobu II. Angleškemu. Mesto je mestne pravice dobilo leta 1686. Z ustanovitvijo ZDA leta 1797 je mesto postalo glavno mesto zvezne države New York in je danes eno izmed najstarejših naselij originalnih 13 kolonij.
V 18. in 19 stoletju je Albany predstavljal središče trgovine in prometnih povezav. Leži na severu še plovne reke Hudson in je sprva predstavljal vzhodni konec kanala Erie, ki bi povezal Atlantik z Velikimi jezeri. V 20. letih 20. stoletja se je v mestu na oblast povzpela demokratska stranka. Kasneje je mesto zaradi suburbanizacije doživelo upad prebivalstva, vendar je v 90. letih država New York v mestni center investirala 234 milijonsko obnovo. Na začetku 21. stoletja je Albany doživel gospodarsko rast, krepita se visokotehnološka in nanotehnološka industrija.